# Tårgas

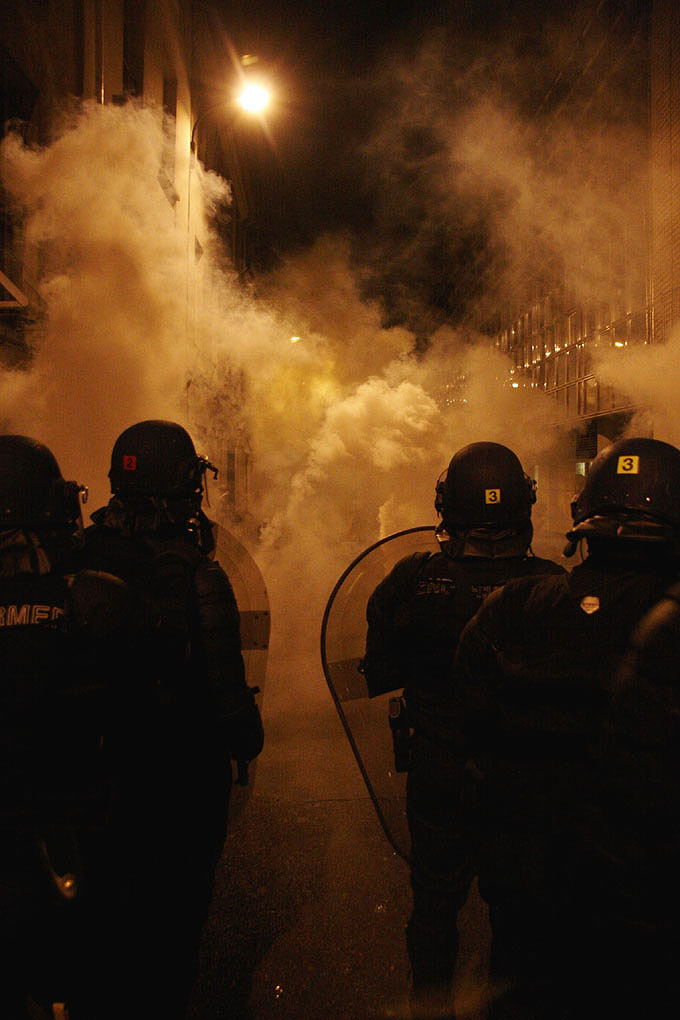
Tårgas använd av polis under demonstration i Frankrike 2007.

Tårgas är en typ av kemiskt vapen. Den är baserad på ämnen som kraftigt retar ögon och andningsvägar men som först i höga koncentrationer förorsakar bestående skador. Tårgas används ofta av polis vid bekämpning av kravaller eller liknande oroligheter.
Moderna tårgaser är aerosoler med olika fasta ämnen, som CS (2-klorbensenmalonsyradinitril) CN (kloracetofenon) eller CR (dibensoxazepin). Tidigare var bromaceton (i form av vätskedroppar) och kloraceton (i form av kristaller) vanliga.
I en del länder säljs självförsvarsvapen baserade på tårgas fritt. I Sverige krävs dock vapenlicens för såna stridsmedel.

## Användning

### Sverige
I Sverige användes tårgas för första gången 23 januari 1936 för att oskadliggöra en dubbelmördare som barrikaderat sig i en lägenhet på Kvarngatan 6 i Stockholm. Tårgasen, bromaceton, sprutades in i lägenheten med hjälp av en insektsspruta försedd med gummislang som stoppades in i nyckelhålet. Man bröt sig sedan in i lägenheten, men dubbelmördaren hade skjutit sig och avled på väg till sjukhuset.
I Sverige klassas tårgas som gatustridsmedel och all handel och innehav av tårgas inom rikets gränser utan tillstånd är förbjuden, Polisen och Försvarsmakten är undantagna. Inom Försvarsmakten används tårgas för att prova att skyddsmasker är rätt justerade och är täta. Användning av tårgas som stridsmedel i krig är förbjudet.

## Exempel
- Akrolein
- Bromaceton
- Klorpikrin
- Ortoklorbensalmalononitril
- Pepparspray